# Siegfried Kalischer
Siegfried Kalischer (Thorn, 7 maggio 1862 – Copenaghen, 31 marzo 1954) è stato un neurologo tedesco.

## Biografia
Studiò medicina presso l'Università di Berlino e di Würzburg e si laureò nel 1885 con la sua tesi "Zur Frage über den Einfluss der erblichen Belastung auf Entwicklung, Verlauf und Prognose der Geistesstörungen". Dal 1891 diresse una clinica che si occupò delle malattie nervose, a Berlino-Schlachtensee. Kalischer emigrò in Danimarca negli anni Trenta.

## Opere
- Zur Frage über den Einfluss der erblichen Belastung auf Entwicklung, Verlauf und Prognose der Geistesstörungen. Berlin: Jacoby, 1885
- Ein Fall von subacuter nuclearer Ophthalmoplegie und Extremitätenlähmung mit Obductionsbefund. (Polio-Mesencephalo-Myelitis subacuta). Deutsche Zeitschrift für Nervenheilkunde 6, 3-4, s. 252-312 (1895) DOI: 10.1007/BF01673516
- Ein Fall von (Influenza-) Psychose im frühesten Kindesalter. Archiv für Psychiatrie und Nervenkrankheiten 29, 1, S. 231-248 (1896) DOI: 10.1007/BF02961679
- Ueber angeborene Muskeldefecte. Neurologisches Centralblatt 15, s. 685 (1896)
- Zur Casuistik der asthenischen (Bulbär-) Paralyse oder Myasthenia pseudoparalytica. Deutsche Zeitschrift für Nervenheilkunde 10, 3-4, s. 321-334 (1897) DOI: 10.1007/BF01668175
- Demonstration des Gehirns eines kindes mit Teleangiektasie der linksseitigen Gesichts-Kopfhaut und Hirnoberflache. Berliner klinische Wochenschrift 34, s. 1059–1067 (1897)
- Was können wir für den Unterricht und die Erziehung unserer schwachbegabten und schwachsinnigen Kinder thun? Berlin, Oehmigke 1897 ss. 30
- Ein Fall von Zwangsvorstellungen und Berührungsangst im Kindesalter. Arch f Kinderheilk 24, 1-2, s. ?
- Über erbliche Tabes. Beil. klin. Wochenschr (1898)
- Ueber Mikrogyrie und Mikrophthalmie. Neurologisches Centralblatt 9, s. 398 (1899)
- Hirnhautangiom (Demonstration von mikroskopischen Präparaten). Neurologisches Centralblatt 23, s. 1114 (1899)
- Ueber Teleangiektasien bei spinaler Kinderlahmung. Monatsschr f Psychiatr. und Neurologie 6, s. 431 (?1899)
- Zur Prophylaxe der chronisehen Neurosen. Med-Ztg No. 101 (1899)
- Aphasie. Jahresbericht ueber die Leistungen und Fortschritte auf dem Gebiete der Neurologie und Psychiatrie (1900)
- Die Schlaflosigkeit und deren allgemeine Behandlung. Die Ärztliche Praxis 11 (1900)
- Über die Fürsorge für schwachbegabte Kinder. Neurologisches Centralblatt s. 475
- Ein Fall von Teleangiectasie (Angiom) des Gesichts und der weichen Hirnhaut. Archiv für Psychiatrie und Nervenkrankheiten 34, 1, s. 171-180 (1901) DOI: 10.1007/BF01960295
- Hirnhautangiom. Monatshefte fuer Praktische Dermatologie 32, s. 43-44 (1901)
- Aphasie. Jahresbericht ueber die Leistungen und Fortschritte auf dem Gebiete der Neurologie und Psychiatrie s. 365-370 (1906)
- Brücke und der Medulla oblongata. Jahresbericht ueber die Leistungen und Fortschritte auf dem Gebiete der Neurologie und Psychiatrie s. 559-567 (1906)
- Clinical Notes of a New Bromine Preparation. Clinical Excerpts 15, s. 85-87 (1909) link
- Erkrankungen der Brücke und der Medulla oblongata. Jahresbericht ueber die Leistungen und Fortschritte auf dem Gebiete der Neurologie und Psychiatrie 15, s. 594-600 (1912)
- Über die Grenzen der Psychotherapie. Jahresbericht über die Leistungen und Fortschritte auf dem Gebiete der Neurologie und Psychiatrie 20, s. 71-76 (1916)
- Angioma cerebri. Deutsche Medizinische Wochenschrift 48
- Ein neues Krankheitsbild (Radio-Manie). Radio-Umschau s. 326 (1925)
- Die Beziehungen der Tetanie zur Epilepsie. Archiv für Psychiatrie und Nervenkrankheiten 78, 1, S. 168-182 (1926) DOI: 10.1007/BF01996617
- Über die Neuralgie des N. phrenicus. Neuralgia phrenica oder diaphragmatica Klinische Wochenschrift 7, 7, S. 314-315 (1928) DOI: 10.1007/BF01850039
- Über ein Myelom des Schädeldaches und die Beziehungen der Myelome zu den Nervensystem. Zeitschrift für die gesamte Neurologie und Psychiatrie 117, s. 424 (1928)
- Über Myelome. [w:] Księga jubileuszowa Edwarda Flataua. Gebethner i Wolff, Warszawa 1929 s. 232-242
- Encephalitis Lethargica und Arteriosklerose. Klinische Wochenschrift 8, 17, s. 790-791 (1929) DOI: 10.1007/BF01737700